# Плава краба
Плава краба (Callinectes sapidus), позната и под називом атлантска плава краба, јесте врста крабе која се изворно може пронаћи у водама западног Атлантског океана и Мексичког залива.
Плава краба има велики кулинарски и еконосмки значај у Сједињеним Америчким Државама, посебно у Луизијани, Сјеверној Каролини и Њу Џерзију. Веома је значајна за комерцијални риболов.

## Опис
Плава краба припада породици краба пливача. Разликује се од осталих португалских краба због недостатка унутрашње кичме на трупу, као и по Т-облику мушког стомака. Плаве крабе могу порасти у ширину отприлике око 23 центиметра. Поједине врсте показују сексуални диморфизам. Мужјаци и женке се лако разликују по облику стомака, а постоје и разлике у клијештима. Стомак мужјака је дуг и витак, док је код зрелих женки широк и заобљен. Разлике у боји клијешта су суптилније. Код мужјака су плаве боје са црвеним врховима, а код женки наранџасте боје са љубичастим врховима. У току сазријевања стомак женки се мијења: незрела женка има троугласти стомак, док је код зреле женке он заобљен. .
Остале врсте из Callinectes могу се лако помијешати са C. sapidus, због преклапајућег распона насењености и сличне морфологије. C. similis је, на примјер, мања плава краба. Налази се даље од обале него обична плава краба. Мужјаци мање плаве крабе имају такође мрљу бијеле боје на ногама које им служе за пливање, док је код женки унутрашња страна клијешта љубичаста. C. sapidus се може помијешати и са C. ornatus. Основна разлика је у томе што C. sapidus посједује четири фронтална зуба, док C. ornatus их има шест.
Плава нијанса крабе произилази из већег броја пигмената у љусци, укључујући и алфа-ракосканин, који у интеракцији са црвеним пигментом, астаксантином, формира зеленкасто-плаву боју. Када се краба скува, алфа-ракосканин се распада, остављајућу само астаксантин, који краба претвара у јарко наранџасто-црвену боју.

## Распрострањеност
Плава краба се може пронаћи у Атлантском океану, од рта Код до Аргентине, а такође и око цијеле обале Мексичког залива. Недавно је пронађена и сјеверно од рта Код у Мејн заливу, што потенцијално представља прошиерну распрострањеност ове крабе због климатских промјена. Плава краба је уведена и у јапанске и европске воде, а примјећена је и у Балтичком мору, Средоземном, Сјеверном и Црном мору. Први запис ове крабе у европским водама направљен је 1901. године у Рошфору, у Француској.  У неким дијеловима свог станишта, плава краба је постала мета риболова, укључујући и Грчку, гдје постоји ризик од опадања локалне популације због прекомјерног риболова.

## Екологија
Природни предатори ове јединке јесу јегуље, пастрмке, неки морски пси, жутуље и људи. Плава краба је сваштојед, једе храну и биљног и животињског поријекла. Обично конзумира шкољке, ситне рибе, биљке, као и било какав животињски отпад.  Плава краба може бити и у стању да контролише популацију зелене крабе, Carcinus maenas. Бројеви ове двије врсте су негативно повезани, а Carcinus maenas није пронађен у заливима гдје је Callinectes sapidus најчешћи.
Callinectes sapidus подлијеже бројним болестима, вирусима и паразитима. Немертски црв Carcinonemertes carcinophila често користи плаву крабу као домаћина, најчешће женке и старије крабе, али има мало штетног утицаја на њих. Најштетнији паразити могу бити Ameson michaelis, Paramoeba perniciosa и Hematodinium perezi, која изазива такозвану ,,болест горких краба".

## Животни циклус

### Развој
Јаја плаве крабе се излијежу у водама високог салинитета, у обалним водама и ушћима ријека, одакле се преносе до океана плимама. Током седам планктонских стадијума, ларве плавих ракова се налазе у близини површине воде и хране се микроорганизмима на које наилазе. Након осме фазе, ларве се претварају у мегалопе. Овај облик ларве има мала клијешта која се називају хелипедима и служе за хватање плијена. Мегалопе селективно мигрирају, те на крају пристижу у сланкасту воду, гдје проводе већи дио свог живота. Хемијски знакови у естуарској води подстичу метаморфозу у фазу младих, након чега плава краба изгледа слично као и одрасла.
Плави ракови расту и одбацују свој егзоскелет, да би дошли до новог, већег егзоскелета. Након што очврсне, нова љуска се напуни тјелесним ткивом. Отврдњавање настаје најбрже у води малог салинитета гдје високи осмотски притисак омогућава да шкољка очврсне врло брзо након промјене. За плаве ракове ово се дешава око 25 пута у току живота. Женке обично врше 18 ових чинова након ларвалних стадијума, док се код мужјака јавља и преко 20. Раст и стварање нове љуске зависе од температуре и доступне хране. Веће температуре и већи извори хране смањују временски преиод између стварања нове љуске, као и промјену величине. Салинитет и болести такође могу утицати. Стварање нове љуске се одвија брже у водама мањег салинитета. Висок градијент осмотског притиска узрокује да вода брзо дифузује у меку шкољку плаве крабе, омогућавајући јој да се брже стврдне. Није у потпуности јасно како болести и паразити утичу на овај чин, али је у многим случајевима примјећено да утичу на раст. На примјер, зрела плава краба заражена Loxothylacus texanus изгледа много заостало у поређењу са незараженом јединком. У зависности од региона, неким плавим крабама је потребно око годину дана да доживе зрелост, док је другим потребно и 18 мјесеци. 

### Размножавање
Парење и мријест су посебни догађаји у размножавању плавих ракова. Мужјаци се могу парити и неколико пута и током процеса се не подвргавају значајним промјенама у морфологији. Женке плавих краба се паре само једном у животу, током пуберталне или терминалне промјене љуске. Током овог прелаза, стомак се мијења уз троугластог у полукружни облик. Парење код плавих краба јесте сложен процес који захтјева прецизно одређивање времена. Обично се јавља током најтоплијих мјесеци у години. Женке мигрирају у горњи ток ушћа гдје обично одрасле мушке јединке бораве. Да би осигурао своје парење, мужјак ће активно тражити женку и чуваће је док се не ријеши љуске, а у то вријеме се врши осјемењивање. Крабе се такмиче са другим појединцима прије, за вријеме и послије осјемењивања, па је чување партнера врло важно за успјех у размножавању. Након парења, мужјак мора да чува женку док јој шкољка не отврдне. Женке задржавају сперматофоре до једне године, које користе за вишеструки мријест у води са високом сланошћу. За вријеме мријеста, женка избаци оплођена јаја и носи их у великој јајној маси или спужви, док се она развијају. Женке мигрирају од ушћа до ушћа да би испустиле ларве. Плаве крабе имају велику плодност: женке могу да произведу и до 2 милиона јаја по леглу.
Поступци мријештења у Мексичком заливу су мање изражени него у естуарима уз источну обалу. У сјеверним водама Мексичког залива, мријест се јавља у прољеће, љето и јесен, а женке се углавном мријесте два пута. За вријеме мријеста, женке мигрирају у воде високог салинитета како би развиле спужву и враћају се након отпуштања ларви. Оне затим развијају своју другу спужву у унутрашњости и опет прелазе у воде високог салинитета. Након тога, обично не улазе поново у ушће. Плаве крабе које настањују најјужнију обалу Тексаса могу вршити мријест током читаве године.

## Комерцијални значај
| Година | Мериленд  | Вирџинија | Сјеверна Каролина | Луизијана | Национално |
| ------ | --------- | --------- | ----------------- | --------- | ---------- |
| 2000   | 31 (12.3) | 24 (15.5) | 37 (21.8)         | 34 (28.0) | 164        |
| 2001   | 35 (16.3) | 26 (15.8) | 32 (20.2)         | 32 (26.3) | 158        |
| 2002   | 30 (15.1) | 21 (15.5) | 33 (21.5)         | 31 (28.5) | 147        |
| 2003   | 35 (16.3) | 19 (12.6) | 37 (25.0)         | 34 (28.1) | 154        |
| 2004   | 39 (19.4) | 22 (15.8) | 24 (19.6)         | 30 (25.4) | 146        |
| 2005   | 40 (21.9) | 21 (16.4) | 20 (16.0)         | 27 (23.9) | 141        |
| 2006   | 31 (17.7) | 14 (13.7) | 17 (15.3)         | 33 (32.1) | 126        |
| 2007   | 42 (19.6) | 16 (16.0) | 21 (13.6)         | 35 (28.7) | 149        |
| 2008   | 50 (21.5) | 18 (14.3) | 28 (20.3)         | 32 (25.7) | 161        |
| 2009   | 52 (22.0) | 21 (18.6) | 27 (16.8)         | 37 (30.1) | 163        |
| 2010   | 79 (33.2) | 29 (19.3) | 26 (15.4)         | 30 (15.4) | 205        |
| 2011   | 60 (25.3) | 26 (19.6) | 21 (14.9)         | 37 (21.7) | 184        |
| 2012   | 60 (24.4) | 25 (18.5) | 23 (14.9)         | 39 (22.8) | 188        |
| 2013   | 50 (17.9) | 24 (18.0) | 30 (16.5)         | 51 (28.8) | 192        |

### Риболов
Комерцијални риболов плаве крабе јавља се дуж већег дијела Атлантске обале Сједињених Америчких Држава и Мексичког залива. У посљедње двије деценије већина комерцијалног риболова плавих краба врши се у четири државе: Мериленд, Вирџинија, Сјеверна Каролина и Луизијана. Тежина и вриједност улова из 2000. године приказани су у табели. 

### Историја риболова
Већ у 1600-им годинама, плаве крабе су биле важна прехрамбена намирница за Индијанце и европске досељенике. Меке и тврде плаве крабе нису биле толико вриједне као рибе, али су 1700-их година стекле регионалну популарност. Такође, плаве крабе су биле ефикасан мамац за лов и риболов. У касним 1800-им и раним 1900-им годинама се повећала потражња плавих краба широм земље.

### Атлантска обала
Испрва, риболов плавих краба уз атлантску обалу је био лежеран и продуктиван, јер су плаве крабе биле изузетно обилне. Негдје су их чак сматрали и штетном врстом јер су уништавале мрежу морнарима. У раније доба риболов ове врсте у атлантским државама је био добро документован. Ове државе су биле прве које су регулисале рибарство. На примјер, пошто су примјетиле благи пад улова, риболовне комисије Вирџиније и Мериленда поставиле су ограничења у годинама између 1912. и 1917.

### Мексички залив
Рана историја рекреацијског риболова плавих краба у Мексичком заливу није добро позната. Комерцијални риболов ове врсте први пут је у Мексичком заливу пријављена 1880-их година. Први рибари ове јединке користили су мреже са дугим ручкама и мреже за испуштање међу осталим једноставним врстама риболовних алата како би уграбили крабе ноћу. Месо плаве крабе се брзо кварило, што је ограничило дистрибуцију и ометало раст рибарства током неколико деценија.  Прво комерцијално постројење за прераду у Луизијани отворено је 1924. године. Друга постројења су отворена убрзо, иако комерцијална прерада плавих краба није била раширена до Другог свјетског рата.

### Луизијана
Луизијана тренутно има највећи риболов плавих краба на свијету. Комерцијални риболов у држави чини преко половине зараде у Мексичком заливу. Индустрија није комерцијализована за међудржавну трговину све до деведесетих година прошлог вијека, када је снабдјевање у Мериленду значајно смањено због проблема у заливу Чесапик. Од тада, Луизијана повећава своју зараду. Од 2002. године Луизијана је сакупљала отприлике 22% плавих краба у земљи. Тај се број попео на 26% до 2009. године, те 28% до 2012. године. Већина Луизијане плаве крабе испоручује у Мериленд, гдје се продају као ,,Чесапик" или ,,Мериленд" крабе. Зарада Луизијане остала је висока и у 2013. години, а 17.597 метричких тона плаве крабе процијењено је на 51 милион долара. Поред комерцијалног риболова, рекреативни риболов је веома популаран уз обалу Луизијане. 

### Залив Чесапик
Залив Чесапик је имао највећу зараду од плавих краба дуже од једног вијека. Мериленд и Вирџинија обично су прве двије државе Атлантске обале у годишњој заради, а слиједи Сјеверна Каролина. У 2013. години зарада од плавих краба оцјењена је на 18,7 милиона долара из бвода Мериленда и 16,1 милион долара из вода Бирџиније. Иако популација плавих краба тренутно опада, риболов ове врсте у Мериленду и Вирџинији и даље је начин преживљавања хиљада обалних становника. Од 2001. године Мериленд и Вирџинија заједно су имали 4.816 власника дозвола за рад што се тиче риболова плавих краба. Три одвојене дозволе су потребне за свако од три главна подручја: Мериленд, ријека Потомак и воде Вирџиније. Рекреативни риболов је такође значајан. Године 2013. рекреативно је прикупљено 3,9 милиона фунти.

#### Недавни пад
Популације плаве крабе природно варирају са годишњим промјенама услова животне средине. Описано је да имају дугорочну динамичку равнотежу, што је први пут примјећено након нерегуларних података у заливу Чесапик 1950. године.  Ова тенденција можда отежава менаџерима да предвиде озбиљан пад популације плавих краба из залива Чесапик. Некада сматрана огромном неугодношћу, опадајућа популација плавих краба сада је предмет анксиозности рибара и менаџера. Током деценије између средине 1990-их и 2004. године, број је спао са 900 милиона на око 300 милиона, а тежина улова је пала са 52.000 тона (115.000.000 фунти) на 28.000 тона (62.000.000 фунти). Приход је додатно опао, са 72 милиона долара на 61 милион долара. Дугорочне процјене говоре да се укупна популација Чесапика смањила за око 70% у посљедњих неколико деценија. Још алармантније, број женки способних за размножавање смањио се за 84% у само неколико деценија. Многи фактори су криви за ниски број плавих краба, укључујући висок риболовни притисак, деградацију животне средине и преваленцију болести. Смањење виза за сезонске раднике у 2018. године утиче на 20 процесора ракова у Мериленду, који обично запошљавају око 500 страних радника; међутим, још увијек није јасан учинак који ће ово имати на риболов ових краба.